# 산수소

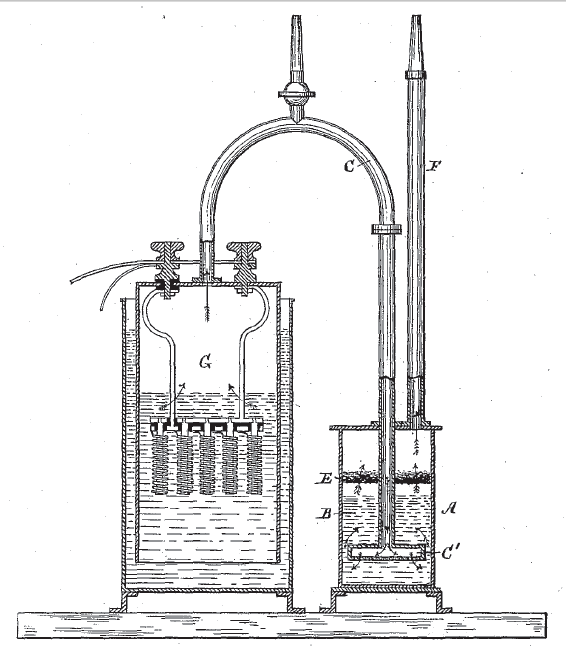
19세기 산수소 생산용 전해조

산수소(oxyhydrogen)는 수소(H2)와 산소(O2) 기체의 혼합물이다. 이 가스 혼합물은 내화물을 가공하는 토치에 사용되며 용접에 사용된 최초의 가스 혼합물이었다. 이론적으로 수소:산소 비율은 2:1이면 최대 효율을 달성하기에 충분하다. 실제로 산화 불꽃을 방지하려면 4:1 또는 5:1의 비율이 필요하다.
이 혼합물은 크날가스(Knallgas)라고도 불릴 수 있지만 일부 저자는 크날가스를 완전 연소에 필요한 정확한 양의 산소와 연료의 혼합물에 대한 일반적인 용어로 정의한다. 따라서 2:1 산수소는 "수소-놀가스"라고 불린다.
"브라운 가스"와 HHO는 의사 과학에서 유래한 산수소에 대한 용어이지만 HHO는 H2O를 의미하므로 x H2 + y O2가 선호된다.

## 같이 보기
- 전해전지